# Райсекк (гора)
Райсекк (нем. Reißeck), или Гросес-Райсекк (нем. Großes Reißeck) — гора на юге Австрии в земле Каринтия. Пик расположен в Высоком Тауэрне, горной цепи Центральных Восточных Альп. Самая высокая вершина одноимённой горной группы (2965 м).

## Описание

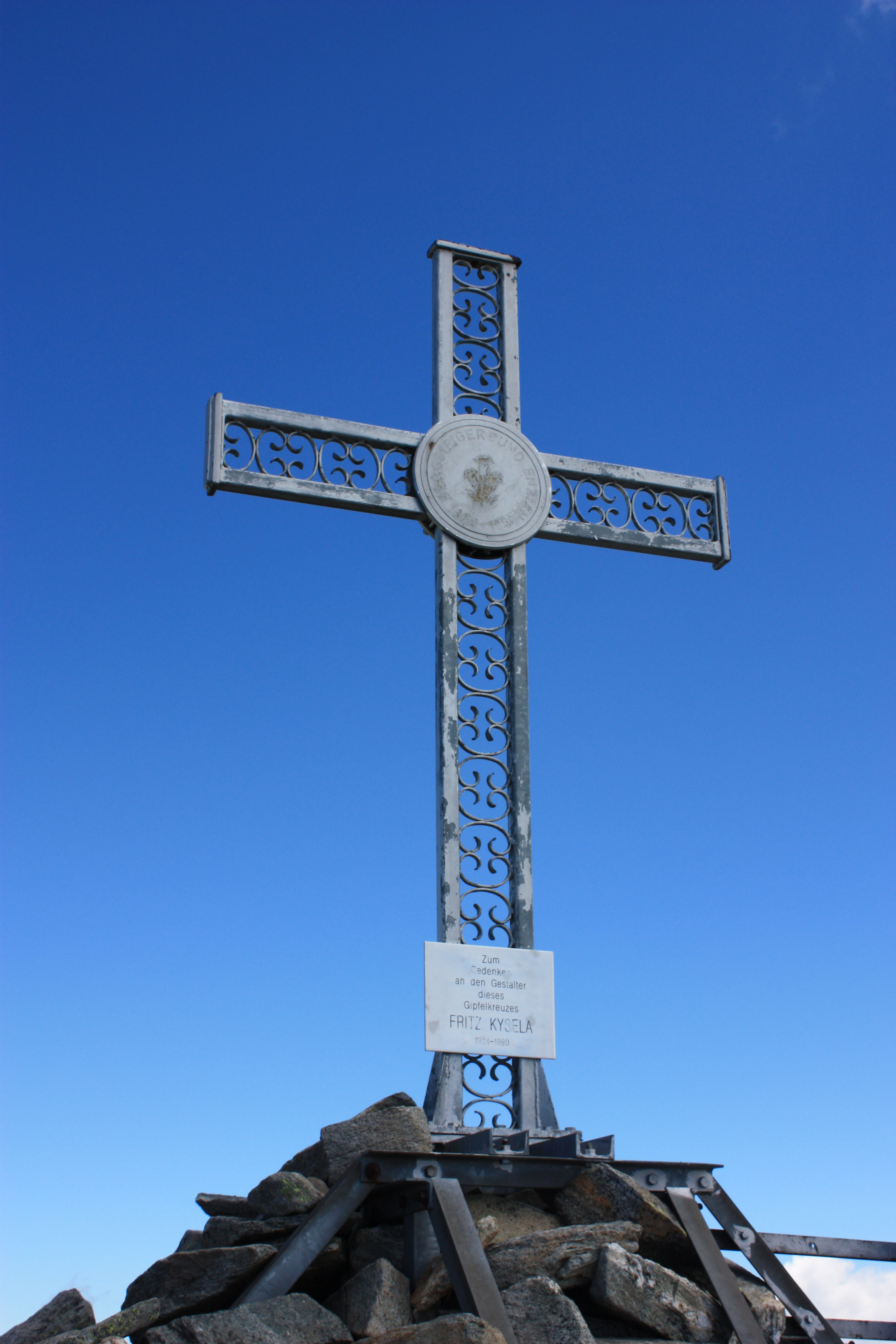
Крест на вершине горы.

Гора получила своё название от муниципалитета Райсекк, расположенного к югу в долине реки Мёлль, название которого Reißeck происходит от старого названия водоёма.
К западу и югу от вершины находятся водохранилища гидроэнергетической группы Verbund Reißeck-Kreuzeck, связанные с соседней плотиной Кёльнбрейн в долине Мальты. Фуникулёр Reißeckbahn и узкоколейная горная железная дорога Reisseck, построенная в 1950-х годах для строительства электростанции, позже обслуживали пассажирские перевозки и использовались для доступа туристов из долины Мёлль до альпийских хижин. Однако работа обеих линий была прекращена в 2014—2016 годах. Альпийская хижина Reißeck Hut была построенная в 1908 году и управляется секцией ÖGV Австрийского альпийского клуба. Этот гостевой домик расположен на высоте 2287 м в непосредственной близости от бывшей верхней станции Шобербоден, прямо под плотиной водохранилища Großer Mühldorfer See. Близлежащий отель и прилегающая небольшая лыжная зона были открыты здесь в 1960-х годах, но ныне закрыты.
Обычный маршрут пролегает через Кольте Герберг и южный гребень. Отправными точками являются хижина Reißeck или неуправляемая хижина Neue Moos. К востоку-северо-востоку от Гросес-Райсекк находится пик Клайне-Райсекк («Малый Рейссек», 2924 м). С вершины Райсекк открывается панорамный вид на окружающие хребты Высокий Тауэрн, а также на Доломитовые Альпы, Караванке и Юлийские Альпы на юге.